# Iguarima pichincha
Iguarima pichincha là một loài nhện trong họ Anyphaenidae.
Loài này thuộc chi Iguarima. Iguarima pichincha được Antonio D. Brescovit miêu tả năm 1997.